# Schahina Gambir
Schahina Gambir (* 6. Juni 1991 in Kabul, Afghanistan) ist eine deutsche Politikerin für die Partei Bündnis 90/Die Grünen. Bei der Bundestagswahl 2021 zog sie über die Landesliste NRW in den Bundestag ein.

## Leben
Gambir wurde in Kabul geboren, wuchs jedoch in Lindhorst im Landkreis Schaumburg auf. Nach ihrem Abitur am Wilhelm-Busch-Gymnasium in Stadthagen begann sie 2010 eine Ausbildung zur Veranstaltungskauffrau, die sie 2012 abschloss. Danach arbeitete sie bis 2013 in Ägypten und auf Korfu. Im Anschluss begann sie, Politik- und Wirtschaftswissenschaften an der Universität Bielefeld zu studieren, was sie 2016 mit einem Bachelor abschloss. Es folgte ein Master-Studium im interdisziplinären Studiengang Gender Studies. Parallel dazu arbeitete sie als Leiterin des Wahlkreisbüros des Landtagsabgeordneten Matthi Bolte-Richter.

## Politik
2015 trat Gambir den Grünen bei. Sie war eine der Gründerinnen der Grünen Jugend Bielefeld und deren erste Sprecherin. Seit 2019 ist sie Vorsitzende des Grünen Kreisverbandes Bielefeld. Bei der Bundestagswahl 2021 trat sie als Direktkandidatin im Wahlkreis Minden-Lübbecke I an. Dort erreichte sie mit 10,49 % der Stimmen allerdings nur den 3. Platz hinter Achim Post von der SPD und Oliver Vogt von der CDU. Allerdings konnte sie über die Landesliste der Grünen in Nordrhein-Westfalen in den Bundestag einziehen. Dort wurde sie ordentliches Mitglied im Familienausschuss sowie stellvertretendes Mitglied im Auswärtigen Ausschuss sowie im Ausschuss für Inneres und Heimat. Im Sommer 2022 wurde sie außerdem Obfrau der Grünen in der Enquete-Kommission „Lehren aus Afghanistan für das künftige vernetzte Engagement Deutschlands“.
Bei der Bundestagswahl 2025 ist Schahina Gambir über Platz 15 der Landesliste NRW von Bündnis 90/Die Grünen in den Deutschen Bundestag eingezogen.